# Giroc
Giroc (in ungherese Gyüreg, in tedesco Girock o Kirok) è un comune della Romania di 4725 abitanti, ubicato nel distretto di Timiș, nella regione storica del Banato.
Il comune è formato dall'unione di 2 villaggi: Chișoda e Giroc.
L'esistenza di Giroc è attestata per la prima volta in un documento del 1371, ma le ricerche effettuate nella zona hanno portato al rinvenimento di tracce di insediamenti umani risalenti all'Età della pietra e all'Età del ferro, oltre alla presenza di un insediamento riferibile alla cosiddetta Cultura di Cucuteni.
Lo sviluppo della località, lento ma costante nei secoli, ebbe una forte accelerazione nel 1865-70, quando vi si insediò una colonia di provenienza tedesca, i cosiddetti Svevi del Banato. Un altro gruppo di tedeschi, proveniente dalla vicina Nițchidorf, si insediò a Giroc nel 1910-12.
Recentemente, all'entrata del Comune provenendo dalla città di Timisoara, è stato allestito un ampio parco giochi dotato di notevoli attrezzature ricreative per bambini e giovani madri, trasferitesi nelle adiacenti zone residenziali.
Nel Marzo 2016 si registra il primo collegamento in videochiamata skype tra Giroc e la Cina che, nonostante alcune difficoltà tecniche , rappresenta l'inizio del gemellaggio culturale tra le due comunità.